# Bokor
Bokor es un pueblo ubicado en el condado de Nógrád, Hungría.

## Superficie
Posee una superficie de 6,75 kilómetros cuadrados.

## Demografía
Hasta 2021 la población era de 93 habitantes, con una densidad de población de 13,77 habitantes por kilómetro cuadrado.